# Metahyamus bicolor
Metahyamus bicolor is een hooiwagen uit de familie Assamiidae.